# Thorsby, Alberta
Thorsby är en ort i Kanada.   Den ligger i provinsen Alberta, i den centrala delen av landet, 2 900 km väster om huvudstaden Ottawa. Thorsby ligger 738 meter över havet och antalet invånare är 797.
Terrängen runt Thorsby är platt, och sluttar norrut. Runt Thorsby är det mycket glesbefolkat, med 5 invånare per kvadratkilometer.. Närmaste större samhälle är Calmar, 15,9 km öster om Thorsby.
Trakten runt Thorsby består till största delen av jordbruksmark.